# Rodrigo Ulysses de Carvalho
Rodrigo Ulysses de Carvalho (João Pessoa, 20 febbraio 1917 – Rio de Janeiro, 21 settembre 1980) è stato uno psichiatra brasiliano.

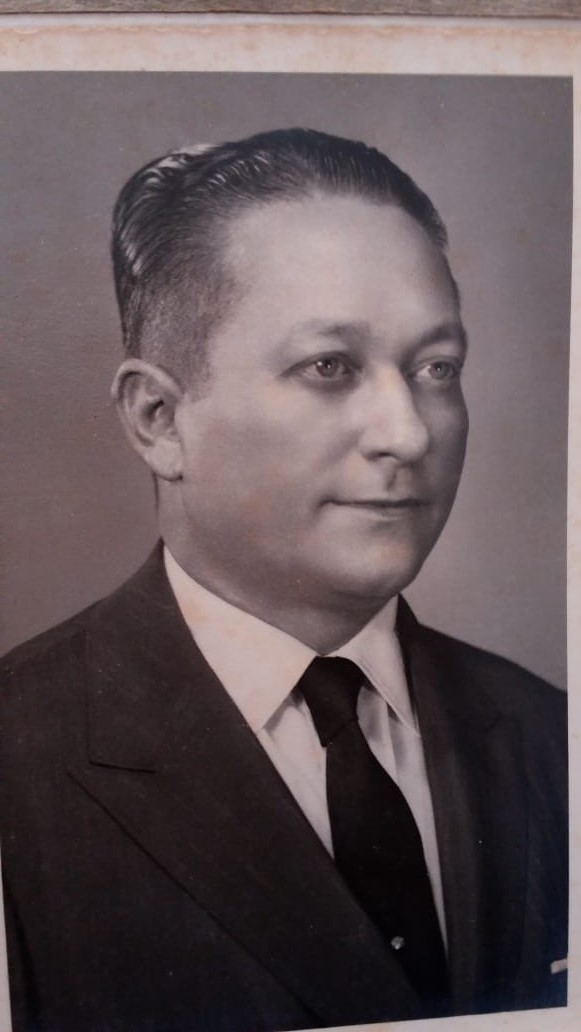
Il Dottore Rodrigo Ulysses de Carvalho.

Uno dei più notabili psichiatri brasiliani di tutti i tempi, fu Direttore della Divisione Nazionale della Salute Mentale della Repubblica del Brasile, Direttore del Manicomio Judiciário Heitor Carrilho, membro della "Academia Brasileira de Medicina Militar", professore della Clinica Psichiatrica della FMRJmembro nella elaborazione del Codice Penitenciario del Brasile, membro dello " Instituto de Psiquiatria da Universidade do Brasil"e terzo titolare della storia del Cartorio Carlos Ulysses, João Pessoa, Paraíba, Brasile. 
Ha scritto diversi libri sul Manicomio Judiciário Heitor Carrilho e ha anche fatti diverse altri pubblicazioni, come "Do metabolismo basal em psiquiatria. Anais do Instituto de Psiquiatria, 1943". e "Distúrbios neuro-vegetativos em doenças mentais. Anais do Instituto de Psiquiatria, 1944-45".. Fu anche relatore nel notabile "Caso Febronio Indio do Brasil" C`è una via nel quartiere di Campo Grande, Rio de Janeiro, Brasile, chiamata Rodrigo Ulysses de Carvalho, in omaggio a lui.
È nato in João Pessoa,Paraíba, Brasile il 20 febbraio 1917, figlio di Pedro Ulysses de Carvalho, avvocato, tenente coronello e Deputato, e Laura Fernandes de Carvalho, fu sposato con Carmelita Camara Ulysses de Carvalho, anche medica. Dopo aver lavorato molto tempo in Rio de Janeiro, muore il 21 settembre 1980, in questa città.